# Latarnia morska Tangasseri
Latarnia morska Tangasseri (Thangassery) – latarnia morska na Wybrzeżu Malabarskim, nad Morzem Arabskim, położona w Tangaressi, dzielnicy miasta Kollam w indyjskim stanie Kerala. Latarnia morska jest jedną z dwóch w tymże mieście, administruje ją Cochin Directorate General of Lighthouses and Lightships. 
Obiekt zbudowano w 1902 i ma wysokość 42 metrów, co czyni ją drugą względem wysokości w stanie Kerala. Latarnia morska została pomalowana w biało–czerwone pasy. Jest to najliczniej zwiedzany tego typu obiekt na wybrzeżu tego stanu.